# لنتاته سول سوزو
لنتاته سول سِـوِزو (به ایتالیایی: Lentate sul Seveso) یک کومونه در ایتالیا است که در استان مونتزا و بریانتزا واقع شده‌است.
لنتاته سول سِـوِزو ۱۴٫۰ کیلومتر مربع مساحت و ۱۵٬۹۱۲ نفر جمعیت دارد و ۲۵۰ متر بالاتر از سطح دریا واقع شده‌است.